# 9 x 19 mm Parabellum
9 x 19 mm Parabellum, også kendt som 9 x 19 mm Luger og 9 x 19 mm NATO, er en pistolammunition der blev introduceret i 1902 af den tyske våbenfabrikant Deutsche Waffen und Munitionsfabriken (DWM) til deres Parabellum pistol. Ammunitionen var en kraftigere version af deres tidligere 7.65 mm Luger Parabellum. Ammunitionen kendes ved efternavnet for DWM's ingeniør Georg Luger, der var en af de vigtigste personer bag udviklingen af ammunitionen og pistolen.
Det er en af de mest almindelige typer pistolammunition i verden. De bruges i en lang række pistoler og har været den dominerende kaliber i maskinpistoler siden 2. verdenskrig.
Navnet Parabellum kommer fra det latinske ordsprog: "Si vis pacem, para bellum" ("Ønsker du fred, så bered dig på krig"), der var DWM's motto.
9 x 19 mm Parabellum er blevet produceret af eller for mere end 70 forskellige lande, og er i dag verdens standard for pistolkalibre. Den er også standard pistolkaliber for NATO og de fleste andre væbnede styrker i verden. Deraf betegnelsen 9 x 19 mm NATO.

## Effektivitet
Ammunitionen kombinerer en flad skudbane med et moderat rekyl. Dens største fordel ligger i den forholdsvis lille størrelse, der giver mulighed for flere skud i et pistolmagasin end med fx .45 ACP. En anden fordel er lave produktionsomkostninger. Ammunitionens primære problemer er tendensen til at trænge helt igennem målet og manglende stopkraft hvis fuldkappet ammunition bruges.

## Synonymer
- 9 mm
- 9 mm Luger
- 9 mm NATO
- 9 x 19 mm
- 9 x 19 mm NATO
- 9 mm Parabellum
- 9 mm Para